# Operation Skylight
Die Operation Skylight (auch Movement Skylight) war eine indonesische Militäroperation mit dem Ziel, die Führung des osttimoresischen Widerstands gegen die indonesische Besatzung auszuschalten und die zahlreichen bei ihr verbliebenen Zivilisten zur Aufgabe zu bewegen. Die Operationsplanung im Mai 1978 übernahm Generalleutnant Mohammad Yusuf, der Oberbefehlshaber der Streitkräfte Indonesiens, der auch die persönliche Kontrolle über die seit 1975 laufende Eroberung der ehemaligen Kolonie Portugiesisch-Timor an sich gezogen hatte.

## Geschehnisse
Am 7. Dezember 1975 hatte Indonesien mit der Operation Seroja begonnen, offen Osttimor zu besetzen. Die linksgerichtete Partei FRETILIN und ihr militärischer Arm, die FALINTIL leisteten in einem Guerillakrieg Widerstand.
Von Ende September bis Oktober 1978 verschickte Alarico Fernandes, der für den Widerstandssender Radio Maubere die Verantwortung trug,  eine Reihe codierter Funknachrichten. Diese Nachrichten wurden unter dem Namen „Saturno“ gesendet. Eine Gruppe australischer Aktivisten in Sydney und Darwin fing die Nachrichten auf und leitete sie zur Entschlüsselung an die FRETILIN-Mitglieder im Exil weiter. Die Texte wurden geheim gehalten, bis das Überlaufen von Fernandes zu den Indonesiern Anfang Dezember bekannt wurde. Die Nachrichten beschrieben die Operation Skylight, mit der Widerstandsführer Nicolau Lobato und andere namentlich genannte Mitglieder des Zentralkomitees der FRETILIN (CCF) eliminiert werden sollten. Teile der Nachrichten wurden in der australischen Solidaritätszeitschrift East Timor News in Englisch veröffentlicht und Fernades des Verrats beschuldigt. Fernandes soll in diesen kodierten Nachrichten Stellungen des Widerstands an die Invasoren verraten haben. Teilweise wurde Fernandes geworfen, selbst die Operation Skylight geplant zu haben und daraus eine „Bewegung“ gemacht zu haben, um die FRETILIN zu schwächen. Eine solche Interpretation vertrat zum Beispiel der Widerstandsführer Xanana Gusmão bei seiner Befragung durch die Empfangs-, Wahrheits- und Versöhnungskommission von Osttimor (CAVR).
Widerstandszentren, wie am Matebian oder in Ermera und Suai wurden von der indonesischen Luftwaffe bombardiert. Nach Fernandes ergaben sich vier weitere Mitglieder des CCF bis Ende des Jahres bei Remexio. Der Radiosender, den Fernandes für die FRETILIN zuvor bedient hatte, fiel in indonesische Hände. Am 31. Dezember kam Nicolau Lobato im Kampf mit den Indonesiern ums Leben. In den späteren Jahren wurden Vorwürfe laut, Fernandes hätte dazu beigetragen, Lobato aufzuspüren. Zweifel an diesem Punkt bestehen aber auch innerhalb der Solidaritätsbewegung des Widerstands. Weitere FRETILIN-Führer wurden 1979 gefangen genommen oder ergaben sich. Trotz der versprochenen Amnestie verschwanden viele von ihnen, wie zum Beispiel Sera Key.
Am 26. März 1979 wurde die Operation Seroja für abgeschlossen und Osttimor zum befriedeten Territorium erklärt. Der bewaffnete Widerstand brauchte Jahre, um wiederbelebt zu werden. Bis heute ist unklar, ab wann Fernandes für die Indonesier gearbeitet hat und inwieweit er zu deren Erfolg beigetragen hat. Man nimmt an, dass er ab September 1978 unter der Kontrolle der Indonesier stand, als die Saturno-Nachrichten begannen. East Timor News bezweifelt dies, räumt aber einen direkten Kontakt zwischen Fernandes und den Indonesiern Ende November ein. Die Indonesier geben den 2. Dezember als Tag der Verhaftung von Fernandes an, eine Reuters-Meldung gibt falsch den 3. Dezember an.